# Sadoc
Sadoc (en hebreo: Tsadoq צדוק, que significa "justo") fue un sacerdote, descendiente de Eleazar, el hijo de Aarón. Él ayudó al rey David durante la revuelta de su hijo Absalón y fue posteriormente el instrumento para traer al rey Salomón al trono. Después de que se construyese el Primer Templo de Salomón en Jerusalén, Sadoc fue el primer sumo sacerdote de Israel en servir allí. La Iglesia católica conmemora su festividad el 2 de junio.
El profeta Ezequiel ensalza a los hijos de Sadoc como acérrimos adversarios del paganismo durante la era del culto pagano, e indica su defensa de privilegios y deberes únicos en el futuro templo.

## Biblia
La Biblia declara que Sadoc era descendiente patrilineal de Eleazar, el hijo de Aarón el sumo sacerdote. El linaje de Sadoc es presentado en la genealogía de Esdras (su descendiente) como de la novena generación de descendencia patrilineal directa de Fineas, el hijo de Eleazar.
Por orden cronológico, Sadoc es mencionado por primera vez como apoyo de David en Hebrón. Durante la rebelión de Absalón, Sadoc es mencionado, cuando él y los levitas desearon acompañar el David en su huida para traer el Arca de la Alianza, pero el rey les ordenó quedarse en Jerusalén, donde le podrían hacer mejor servicio, de modo que Ahimaaz, el hijo de Sadoc, junto con Jonatán, el hijo de Abiatar, llevaron al rey huido un mensaje que le salvó la vida.
Sadoc y Abiatar funcionaban en tándem como sumos sacerdotes en el tiempo de la salida apresurada de David de Jerusalén. Sin embargo, cuando el rey David buscó el consejo de los Urim y Tumim sobre Abiatar, no se le dio una respuesta divina. Posteriormente, cuando Adonías intentó asegurarse el trono, Abiatar se puso de su parte, lo que obligó a Salomón a expulsarle de Jerusalén y reforzar a Sadoc en el sumo sacerdocio, el cual, junto con Natán el Profeta, apoyó el ascenso del rey Salomón al trono.

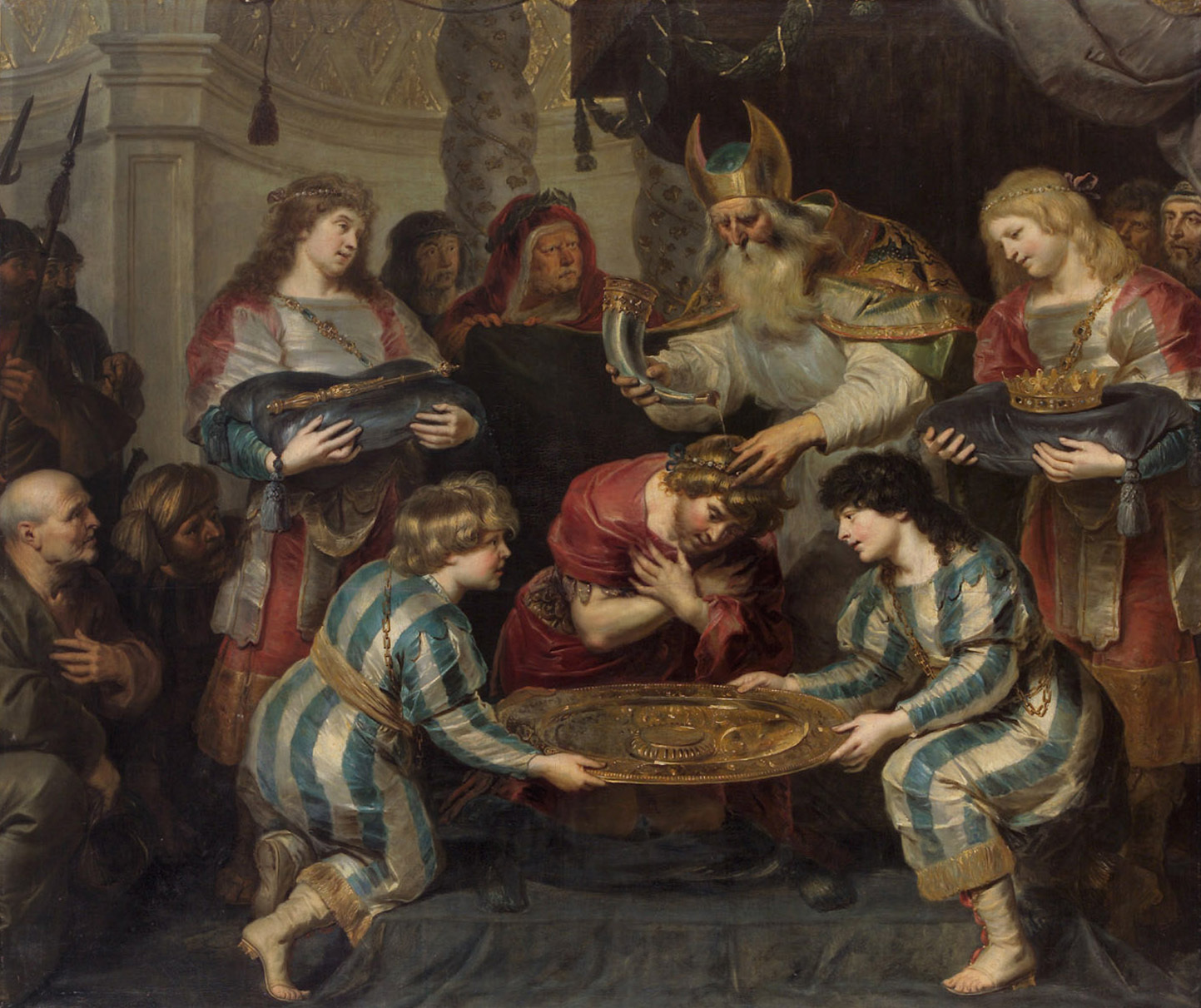
La unción de Salomón, obra de Cornelis de Vos.

La Biblia registra que, antes de su muerte, Aarón estuvo acompañado por su hermano Moisés y sus hijos Eleazar e Itamar. A la entrada a la cueva donde iba a morir, Aarón vio a su hermano Moisés vistiendo a su hijo mayor Eleazar con la ropa del sumo sacerdote, una iniciación al alto sacerdocio. Los comentarios judíos en la Biblia dicen que esta ceremonia de iniciación sirvió como catalizador para la estipulación de que todos los candidatos futuros al alto sacerdocio fueran descendientes patrilineales de Eleazar, el hijo mayor de Aarón, y no de Itamar, el hijo más joven.

## La dinastía sadoquita
Los libros bíblicos muestran que el alto sacerdocio quedó en la progenie de los sadoquitas desde el tiempo de Sadoc hasta el surgimiento de los Macabeos, en aproximadamente 167 a. C. Los descendientes de Sadoc aumentaron en rango e influencia, de tal modo que su hijo Azarías fue uno de los príncipes de Salomón y el Ahimaaz que se casó con una hija de Salomón era probablemente otro hijo de Sadoc.
Un rabino Sadoc es también mencionado en el Talmud (Bavli Gittin 56B) por Yohanan ben Zakkai, cuando hizo su tratado con Vespasiano.
La casa de Sadoc ocupó el sumo sacerdocio la mayoría del tiempo durante la época del Segundo Templo, desde Jehoshua ben Jehozadak después del Exilio, hasta Simón II (muy elogiado en Ben Sira 50), su hijo mayor Onías III, y su segundo hijo Jasón (o Jehoshua), un usurpador que introdujo el programa de helenización que finalmente ocasionó la Revuelta de los Macabeos.
Flavio Josefo registra que Onías IV fue a Leontópolis en el nomo egipcio de Heliópolis con un número significativo de seguidores, y por prestar soporte militar al Faraón ptolemaico, le fue dada tierra para construir un templo rival del Templo de Jerusalén. Se ha sido sugerido que Onías o miembros de su casa sadoquita pueden haber también fundado la comunidad de Qumrán[cita requerida].